# Mont Orignal
Le mont Orignal est une montagne située à Lac-Etchemin, dans la MRC Les Etchemins, dans la région administrative Chaudière-Appalaches. Elle culmine à 620 mètres d'altitude.

## Station de ski
La station de ski est fondée en 1974. Elle entame ses opérations après avoir fait l'acquisition d'un chalet, d'une remontée, d'une remontée 2 places et d'un Poma d'Enchanted Mountain.
La montagne abrite sur son flanc est la station de ski Mont-Orignal qui possède des installations permettant la pratique du ski alpin et du ski de randonnée. En 1991, la première remontée débrayable sextuple au monde y est construite. Elle remplace le premier télésiège double de la montagne datant de 1974 — et définitivement mis hors service en 2003 — qui a été déplacé ailleurs sur la montagne pour laisser place à la remontée à haute vitesse, et présente une longueur de 1 030 mètres ainsi qu'un dénivelé de 225 mètres.
Le 26 juin 2019 à 13 h 45, un incendie se déclare dans le garage principal et les ateliers mécaniques du mont Orignal. Les dommages font plus d'un million de dollars canadiens.

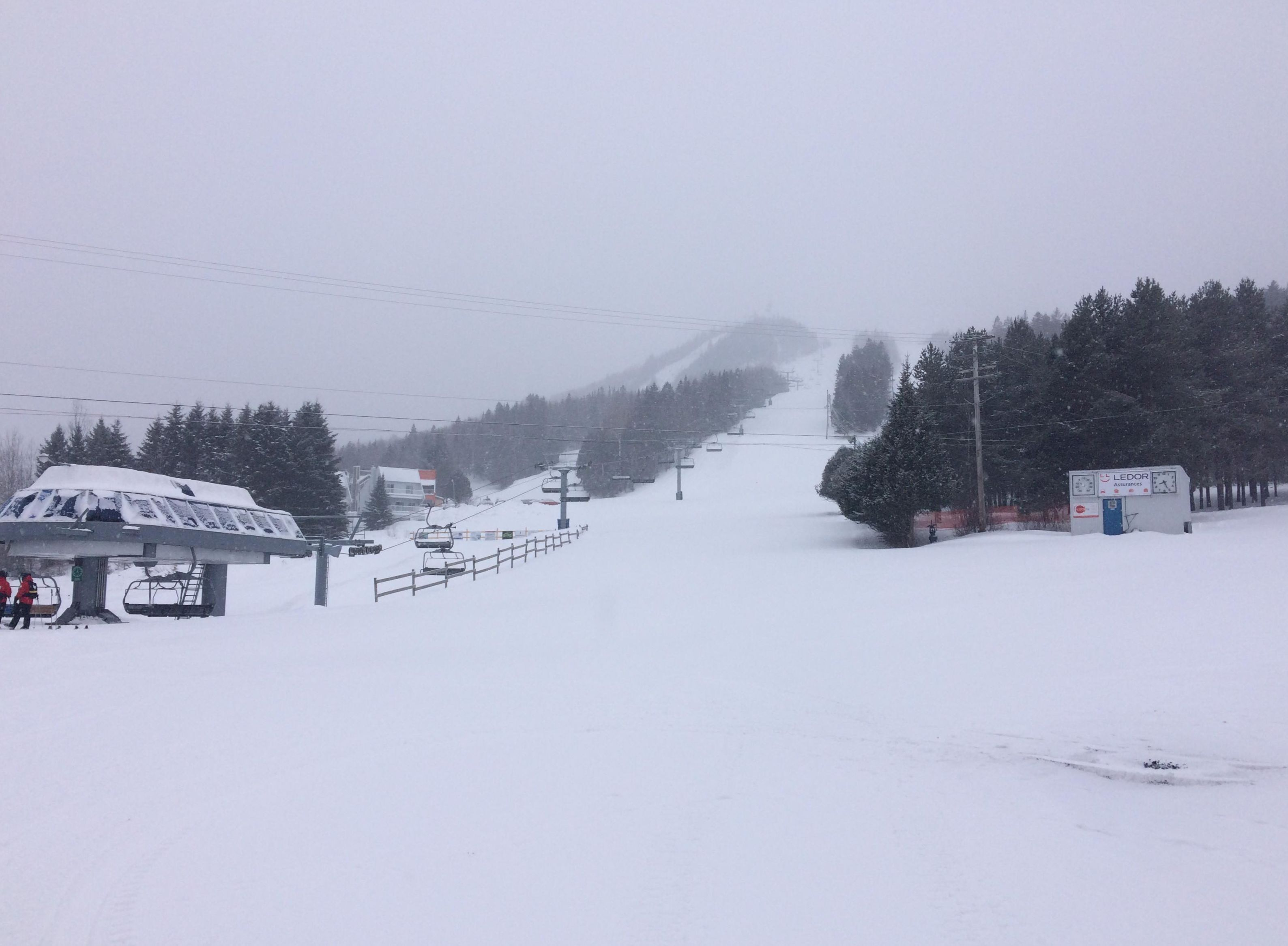
Au pied du mont Orignal.
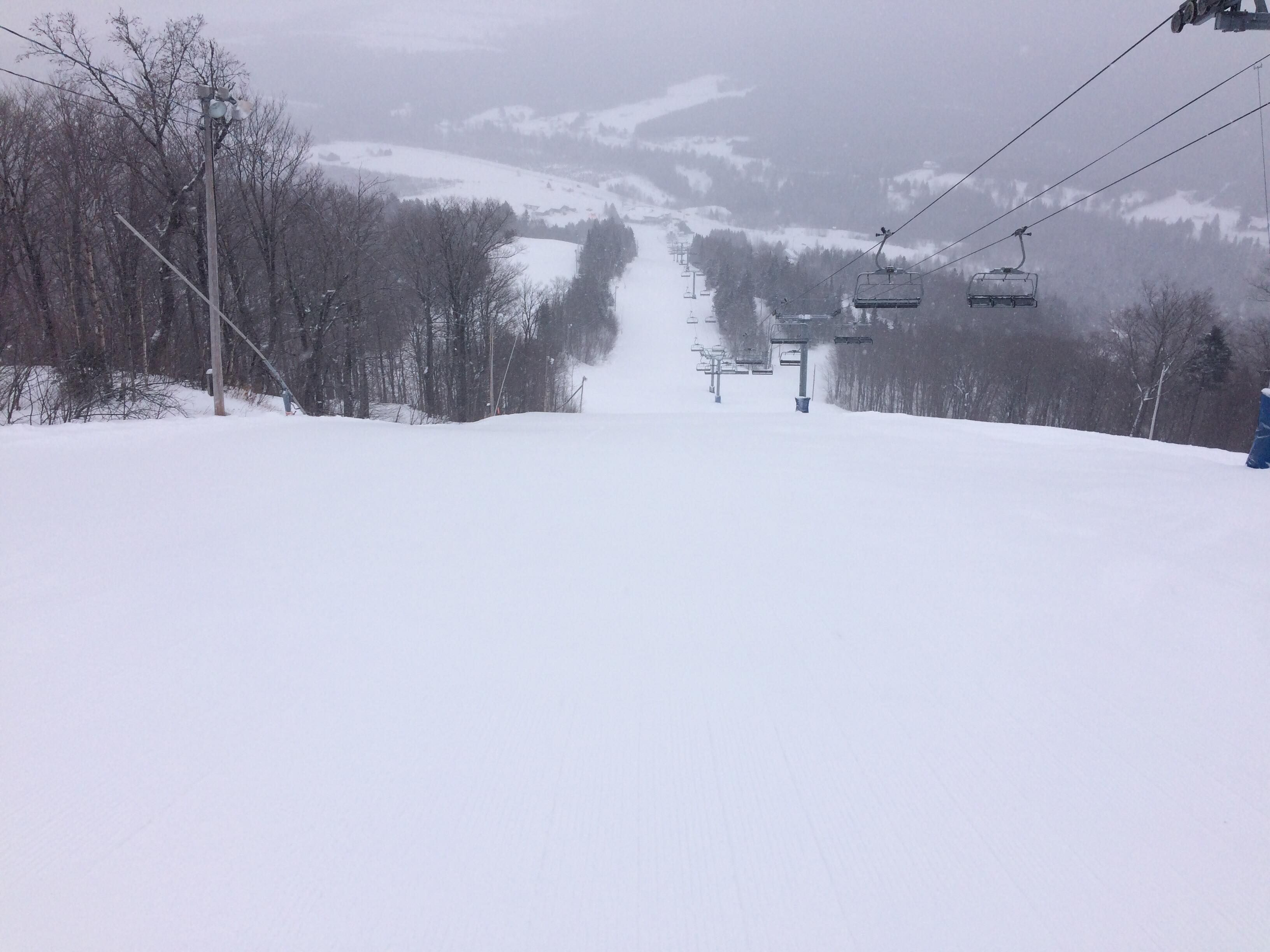
Paysage à l'est du mont Orignal.
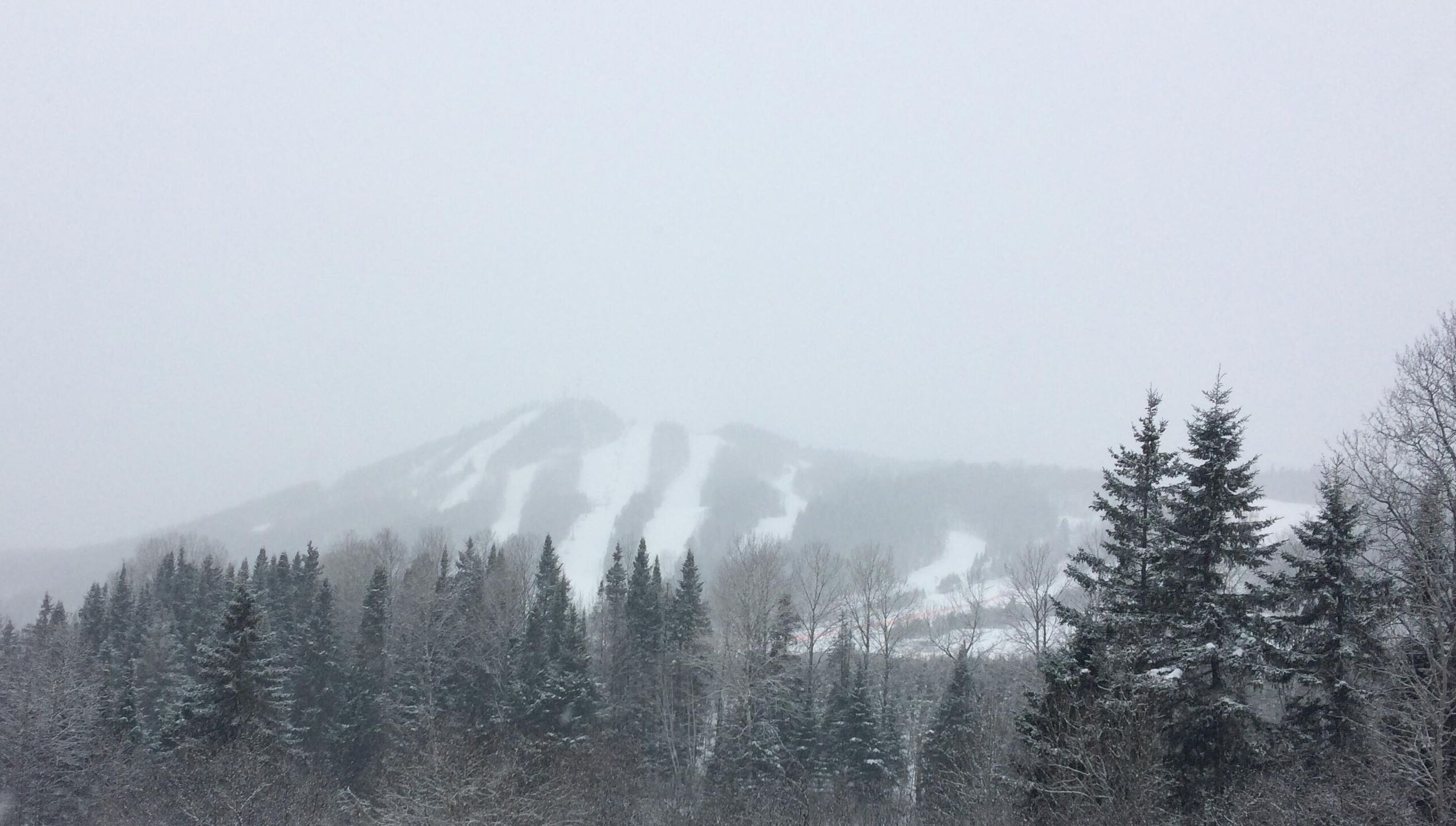
Vue des pentes du mont Orignal.